# Grid (gra komputerowa)
Grid (wcześniej jako Race Driver: Grid, zapis stylizowany: Race Driver: GRID, zapowiedziana jako Race Driver One) – szósta część serii symulatorów jazdy ToCA Race Driver wyprodukowana przez firmę Codemasters i wydana 30 maja 2008 roku na platformy PC, Xbox 360 i PlayStation 3 oraz 25 lipca 2008 roku na Nintendo DS. W grze można brać udział w wyścigach m.in. Formuły 3, Le Mans, Driftu japońskiego, samochodów seryjnych, tuningowanych i innych. Gra została uznana przez polskie czasopisma za jedną z najlepszych gier wyścigowych, jakie zostały wydane (ocena w CD-Action: 10/10, w Click! – 6-/6).

## Fabuła
W Grid gracz wciela się w młodego kierowcę, którego celem jest zostanie najlepszym kierowcą wyścigowym (stąd tytuł Race Driver). Początkowo gra on w różnych teamach, później jednak ma tyle pieniędzy, by założyć swój własny. W grze pomagają mu mechanik i pani manager, a także później wynajęty drugi kierowca.

## Rozgrywka
W grze znajdują się trzy tryby gry:
- Grid World (kariera) – w tym trybie początkowo jeździ się na zlecenie różnych zespołów, którzy na konkretnych warunków dają graczowi ich pojazd. Po zdobyciu określonej ilości pieniędzy zakłada się własny, w którym można brać udział w wyścigach. Za wygrane zawody dostaje się pieniądze, które są niezbędne do kupowania nowych samochodów) oraz reputację, która pozwala zdobywać różne licencje na branie udziału w wyścigach dla bardziej zaawansowanych kierowców (zdobyta reputacja jest głównym wyznacznikiem poziomu kierowców i dzięki niemu zajmuje się coraz wyższe pozycje w rankingu światowym). Zawody dzielą się na trzy grupy:
  - Japońskie – głównie tutaj odbywają się zawody w driftowaniu. Pojawiają się także wyścigi w krętych kanionach.
  - Amerykańskie – wyścigi odbywają się m.in. w kategorii muscle. Większość wyścigów odbywa się na ulicznych trasach.
  - Europejskie – gracz ma możliwość udziału w tzw. wyścigach „Open Wheel”, a także ścigać się na trasach wewnątrz różnych europejskich miast.

Licencje kierowcy natomiast dzielą się na 3 kategorie: „A” (dla początkujących), „B” (dla średnio-zaawansowanych) i „C” (dla ekspertów). Po zdobyciu miliona punktów globalnej reputacji, odblokowana zostaje nowa klasa wyścigów ogólnoświatowych, zwana „Global”.
Prócz trybu kariery gracz może zagrać w pozostałe dwa tryby bez względu na poziom postępu gry:
- Race Day (pojedynczy wyścig)
- Multiplayer (gra wieloosobowa)